# Trimmed mean
In statistica la trimmed mean, truncated mean o media sfrondata consiste nell'esclusione di una percentuale a scelta dei valori estremi del collettivo in esame al fine di diminuirne l'effetto.
Per esempio, la trimmed mean al 50% di un carattere quantitativo consiste nell'escludere il 25% dei valori estremi più piccoli e il 25% dei valori estremi più grandi concentrandosi solo sul 50% dei valori più centrali di un insieme di osservazioni.
Maggiore sarà la percentuale, minore sarà il numero di valori estremi da escludere. La percentuale più adatta è da stabilirsi soltanto dopo un'attenta analisi dei dati.
In alcuni sport come i tuffi questo è l'indicatore usato per valutare una prestazione: in questo caso si eliminano il singolo voto più alto e il più basso: per questo motivo tale caso particolare viene detto media olimpica.